# Martin Schirdewan
Martin Schirdewan (Berlín Este, 12 de julio de 1975) es un periodista y político alemán. Es miembro del Parlamento Europeo en representación de Alemania desde el 8 de noviembre de 2017 siendo copresidente de la agrupación parlamentaria del Grupo Confederal de la Izquierda Unitaria Europea/Izquierda Verde Nórdica (GUE/NGL) en el Parlamento Europeo. Como copresidente del grupo, es miembro de la Conferencia de Presidentes del Parlamento Europeo, el organismo responsable de la administración del parlamento. Es miembro de La Izquierda (en alemán: Die Linke) y fue su copresidente desde el 25 de julio de 2022 hasta el 20 de octubre de 2024, junto a Janine Wissler. 

## Biografía
Schirdewan nació en Berlín Este. Es nieto del político Karl Schirdewan, quien fuera miembro del Politburó del Partido Socialista Unificado de Alemania (SED). De 1998 a 2003 estudió en la Universidad Libre de Berlín, antes de obtener un doctorado en ciencias políticas en 2007.
Entre 2001 y 2008 Schirdewan fue editor de la revista Utopie kreativ ('Utopía creativa'), editada por la Fundación Rosa Luxemburgo. Desde 2006 hasta 2015, fue investigador para un miembro del Bundestag y fue editor senior de Sacco & Vanzetti, la revista juvenil del diario socialista Neues Deutschland. Desde 2015 hasta su elección al Parlamento Europeo, fue jefe de la oficina en Bruselas de la Fundación Rosa Luxemburgo y de su "oficina de enlace" en Atenas, además de establecer una oficina de enlace en Madrid. De 2012 a 2015 y nuevamente en 2018, Schirdewan sirvió en el ejecutivo de Die Linke.
Schirdewan fue el cabeza de lista de Die Linke en las elecciones al Parlamento Europeo de 2019. Desde que fue electo al Parlamento Europeo, Schirdewan se ha desempeñado como miembro de la Comisión de Asuntos Económicos y Monetarios (ECON) y como suplente del Comité de Mercado Interior y Protección del Consumidor (IMCO).
El 2 de marzo de 2022, fue uno de los 13 eurodiputados que votaron en contra de condenar la invasión rusa de Ucrania.
El 25 de junio de 2022 fue elegido copresidente de su partido, junto a Janine Wissler.